# Бадло Петро Климентійович
Петро́ Климе́нтійович Бадло́ (нар. 24 травня 1976, смт. Товсте Заліщицького району Тернопільської області, УРСР) — український та казахський футболіст, універсальний захисник. Один із найтитулованіших гравців чемпіонату Казахстану. Змінив українське громадянство на казахське, однак жодного матчу за збірну цієї країни так і не провів.

## Життєпис
Петро Бадло народився у смт. Товсте Чортківського (раніше Заліщицького) району Тернопільської області. Футболом займався у львівському спортінтернаті під проводом Василя Аривагерца. На професіональному рівні дебютував у 1993 році у складі «Дністра» (Заліщики), де провів 2,5 сезони, пройшовши шлях від юного дебютанта до гравця основи. Грав переважно на позиції опорного півзахисника. Завдяки успішній грі отримав запрошення від чортківського «Кристала», що виступав на той час у Першій лізі. У 1996 році залишив цей клуб на певний час та захищав кольори «Покуття» з Коломиї, однак згодом знову повернувся до Чорткова. Пробував свої сили у складі вищолігової «Ниви» з рідного Тернополя, однак закріпитися в команді не зміг, не зігравши у складі тернополян жодного матчу.
У 1999 році Бадло відгукнувся на пропозицію Петра Дідика, що грав на той час у Павлограді, та переїхав до Казахстану, підписавши контракт із костанайським «Тоболом». У складі цього клубу футболіст, якого тренери відтепер почали використовувати на фланзі захисту, провів 8 сезонів, відігравши більше 200 поєдинків. Утім, жоден із провідних трофеїв Казахстану йому так і не підкорився — «Тобол» постійно зупинявся за крок до тріумфу, як у чемпіонаті, так і в кубку країни. У 2007 році Петро Бадло перейшов до складу «Актобе», разом із яким тричі поспіль ставав чемпіоном країни, здобув кубок та тричі суперкубок Казахстану.
2008 року у складі ФК «Галич» (Збараж) брав участь у фінальному матчі на Кубок Тернопільської області з футболу.
У 2012 році, будучи діючим футболістом, Бадло отримав тренерську ліцензію категорії «А». У 2013 році його було обрано капітаном «Актобе». Як капітан привів «Актобе» до п'ятого чемпіонського титулу. Після завершення першості УЄФА визнав українця найкращим гравцем чемпіонату Казахстану 2013 року.
Із вересня 2015 по 2 лютого 2016 року — в. о. головного тренера ФК «Нива» (Тернопіль). Навесні 2016 року очолив відроджену «Ниву», до складу якої був заявлений ще і як гравець.

## Досягнення
- Чемпіон Казахстану (4): 2007, 2008, 2009, 2013
- Срібний призер чемпіонату Казахстану (3): 2003, 2005, 2010
- Бронзовий призер чемпіонату Казахстану (4): 2002, 2004, 2006, 2011
- Володар Кубка Казахстану: 2008
- Фіналіст Кубка Казахстану: 2003
- Володар Суперкубка Казахстану (3): 2008, 2010, 2014
- Найкращий гравець чемпіонату Казахстану за версією УЄФА: 2013